# Tuchfabrik Cattien

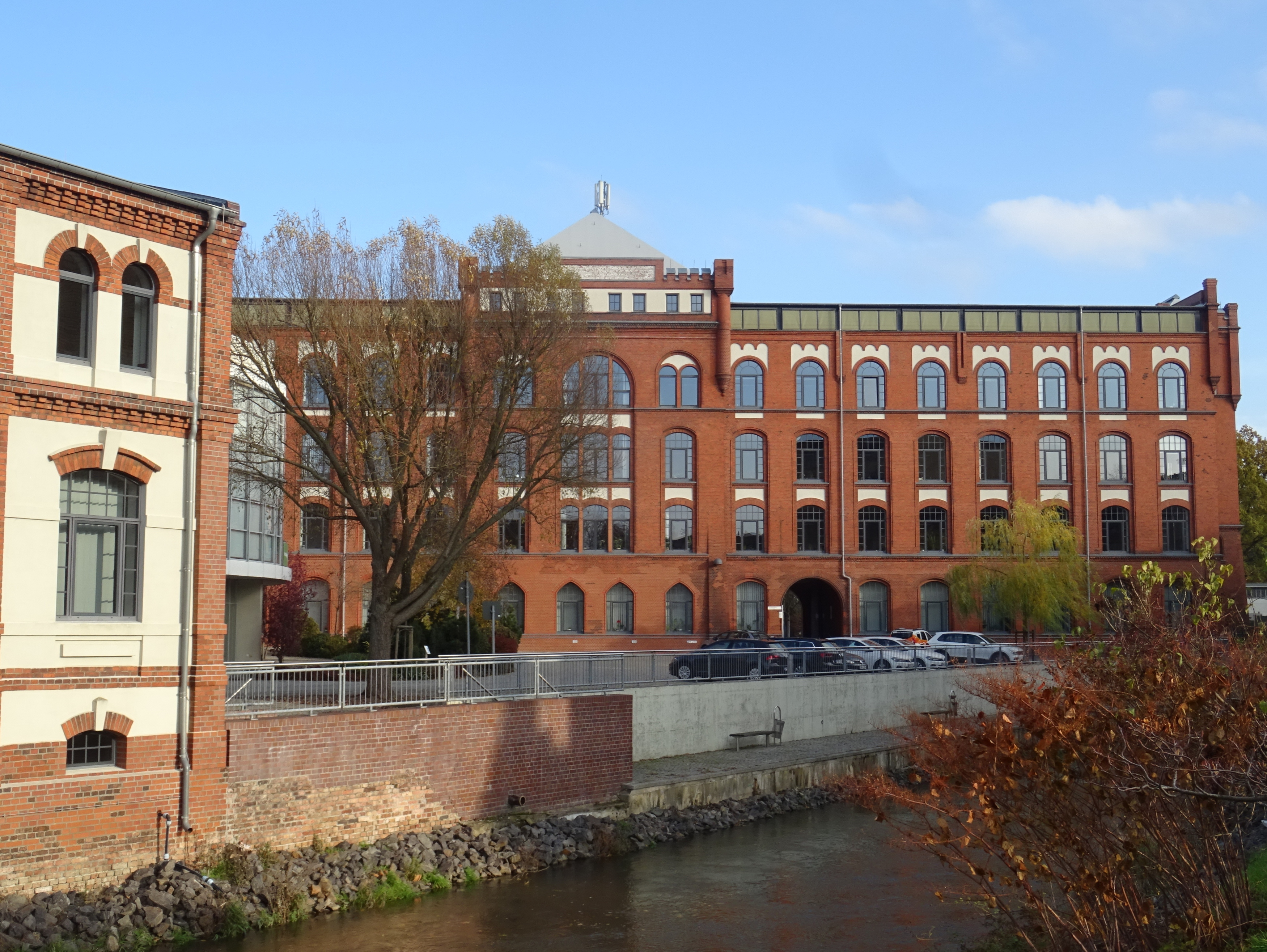
Ansicht der Tuchfabrik (heutiges Landratsamt) hinter dem Mühlgraben (2019)

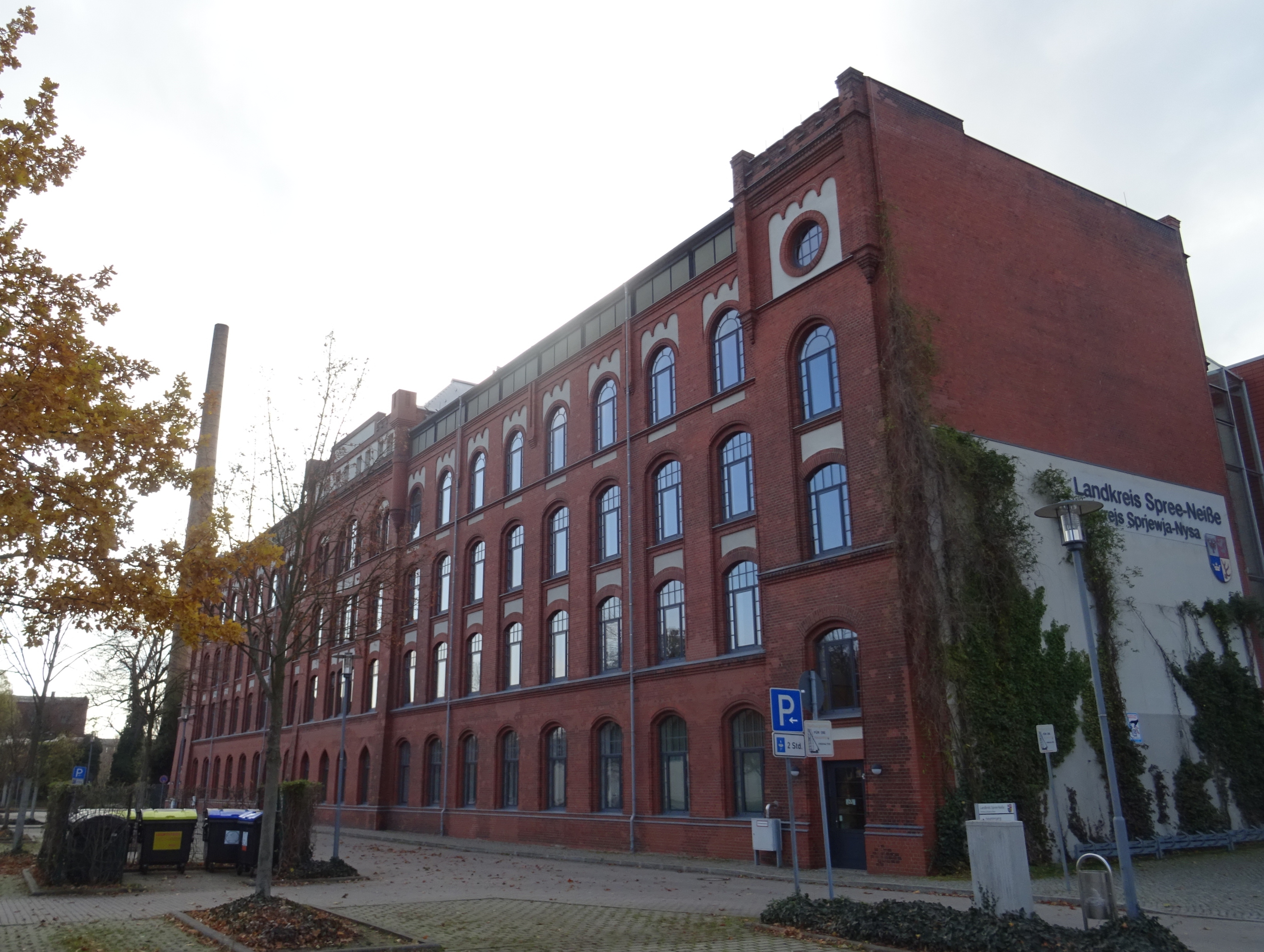
Ansicht des Landratsamts (2019)

Die Tuchfabrik Cattien war ein deutsches Unternehmen in der Textilindustrie mit Sitz in der Stadt Forst (Lausitz) in Brandenburg. Die Fabrikanlage wurde ab 1873 für den Tuchfabrikanten Richard Cattien gebaut, der einer der ältesten Tuchmacherfamilien in der Region angehörte. Das erhaltene Fabrikgebäude und die Remise stehen als Baudenkmale unter Denkmalschutz. Nach einem Umbau ist das ehemalige Fabrikgebäude seit 2000 Sitz des Landratsamts des Landkreises Spree-Neiße.

## Geschichte
Das Fabrikgebäude der Tuchfabrik entstand im Jahr 1873; die Wollremise wurde in den Jahren 1893 und 1894 unter Leitung des Maurermeisters Bodo Hammer gebaut, das ältere Fabrikgebäude wurde zwischen 1899 und 1901 von ihm umgestaltet. Nach dem Zweiten Weltkrieg wurde die Familie Cattien enteignet, im Jahr 1951 wurde die Fabrik dem VEB Ostdeutsche Tuchfabriken angeschlossen. 1964 erfolgte die Namensänderung in VEB Forster Tuchfabriken, die ehemaligen Tuchfabrik Cattien wurde ab 1969 als Werk I/2 bezeichnet. Nach der Wiedervereinigung wurde die Tuchproduktion im Jahr 1992 eingestellt. Seit 2000 befindet sich in dem Hauptgebäude das Landratsamt des Landkreises Spree-Neiße.

## Architektur
Das Fabrikgebäude ist ein an der Längsseite 21-achsiger Bau in Nord-Süd-Ausrichtung. Das viergeschossige Gebäude aus Ziegelmauerwerk hat rundbogige Fenster und eine aufwändige Gliederung mit einem vierachsigen Mittelrisalit und Eckrisaliten mit Zinnenkränzen und flankierenden Türmchen. Über dem Mittelrisalit befindet sich ein Walmdach, der Rest des Gebäudes ist mit Satteldächern überdacht. Unter dem ersten und dem obersten Geschoss ist die Fassade horizontal durch Sohlbankgesimse gegliedert. Die Fenster der ersten drei Geschosse sind segmentbogig, die des obersten Geschosses korbbogig abgeschlossen. Der Dachbereich wurde nachträglich ausgebaut und mit einem Fensterband versehen. Die Fenster der Obergeschosse im Mittelrisalit sind gekoppelt und durch Rundbögen zusammengefasst. Im abschließenden Zinnenkranz befand sich bis zur Sanierung in den 1990er Jahren die Inschrift „GEGR. 1841“, die danach entfernt wurde. Die Eckrisaliten haben in den Obergeschossen Rundfenster, in diesen Risaliten befinden sich die Treppenhäuser.

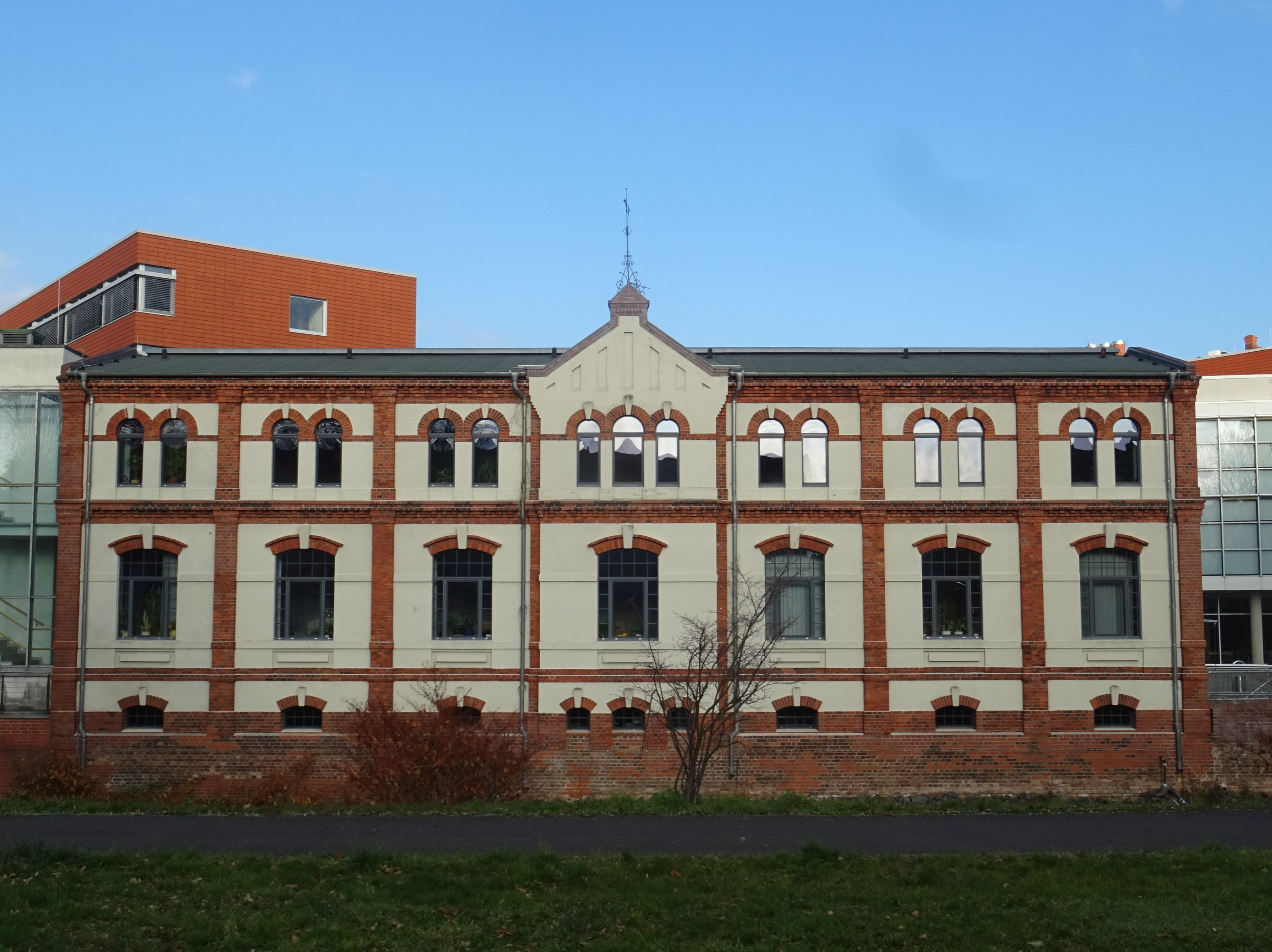
Wollremise der Tuchfabrik (2019)

Die Wollremise, die rund 75 Meter westlich der Fabrikhalle am Mühlgraben steht, ist ein zweigeschossiger siebenachsiger Putzbau mit Satteldach. Die Fassade ist mit Lisenen und Gurtgesimsen gegliedert, die Verdachungen ziegelsichtig ausgeführt. Die Fenster des Erdgeschosses sind flachbogig, die zu Zwillings- bzw. im Mittelrisalit zu Drillingsfenstern zusammengefassten Fenster des Obergeschosses rundbogig. Unter dem Traufgesims schließt sich Klötzchenfries an.